# Oleosom
Ein Oleosom ist ein Lipidspeicherorganell, das von einer einfachen Lipidschicht umgeben ist. Die hydrophile Seite dieses Lipid-Monolayers zeigt nach außen.

## Entstehung
Die Synthese der Speicherfette (Triacylglycerine) erfolgt im endoplasmatischen Retikulum (ER) aus Fettsäuren und Glycerin. Die fertigen, stark unpolaren Triacylglycerine lagern sich zwischen die Phospholipideinzelschichten der ER-Membran ein. Dabei werden die Lipideinzelschichten auseinandergedrückt, so dass sich das Oleosom ausschnürt. Ebenfalls im ER entstandene Proteine, die Oleosine, werden in den Monolayer integriert und verhindern das Zusammenklumpen der einzelnen Lipidtröpfchen. Die dadurch entstehende größere Oberfläche erleichtert eine spätere Mobilisierung dieses Speichers.

## Vorkommen
Oleosomen treten im fettreichen Perikarp mancher Früchte, als Behälter für Reservestoffe in Samen und in Pollen auf. Beispiele stellen das fettreiche Fruchtfleisch der Olive oder der Avocado dar.